# Нерио (богиня)
Нерио или Нерионис (лат. Nerio) — богиня в древнеримской мифологии.
Согласно мифам, Нерио была супругой и спутницей бога войны Марса. Она олицетворяла силу и женскую доблесть, сопровождала в бою своего супруга. Иногда Нерио отождествляли с Венерой и Минервой. Позднее Нерио вытеснили божества, адаптированные римлянами из других религий.